# Ömeruşağı, Akçakent
Ömeruşağı là một xã thuộc huyện Akçakent, tỉnh Kırşehir, Thổ Nhĩ Kỳ. Dân số thời điểm năm 2010 là 333 người.